# Distretto di Longmatan
Il distretto di Longmatan (龙马潭区S, Lóngmǎtán QūP) è un distretto della Cina, situato nella provincia di Sichuan e amministrato dalla prefettura di Luzhou.